# Michael Horse
Michael Heinrich Horse (nacido el 21 de diciembre de 1951) es un actor, joyero y pintor estadounidense.

## Primeros años
Michael Horse nació como Michael James Heinrich cerca de Tucson, Arizona. Su madre, Nancie Belle Posten, era sueca, y Horse también afirma tener ascendencia yaqui, mescalera, zuni e hispana. A los diez años, se mudó a Los Ángeles, California, y residió veinte años en Sun Valley.

## Carrera interpretativa
Su film debut fue en el papel de Toro en la película de 1981, La Leyenda del Llanero Solitario. Horse interpretó a Deputy Hawk, un policía nativoamericano en la serie de televisión Twin Peaks (1990-91), y también actuó en Passenger 57 (1992), House of Cards (1993), la versión de los años '90 de la serie de televisión The Untouchables (1993), y Borth of 60 (1995–97). También apareció en el episodio "Thanksgiving" de Thanks en 1999, interpretando a Squanto. Apareció como Deputy Owen Blackwood en cuatro episodios de la primera temporada de Roswell (1999). También apareció como el sheriff Tskany en el episodio de The X-Files "Shapes" en 1994. Michael Horse interpretó al activista del Movimiento Indio Americano (AIM) Dennis Banks en la 1994 película de TNT Lakota Woman: Siege at Wounded Knee. Ocho años más tarde, dio voz al amigo de Little Creek en Spirit: el corcel indomable. Interpretó a Mike Proudfoot en Sons of Tucson.